# 2004 w sztukach plastycznych
Wydarzenia w sztukach plastycznych i wizualnych w 2004 roku.

## Wydarzenia
- W Gdańsku powstał Instytut Sztuki Wyspa[1]
- W Warszawie otwarto Galerię Le Guern[2]
- Grażyna Kulczyk otworzyła w Poznaniu Galerię Art Stations
- W Lublinie zamknięta została Galeria Stara
- W Tate Modern odbyła się piąta wystawa z cyklu "The Unilever Series" – Raw Materials Bruce'a Naumana (12 października 2004 – 2 maja 2005)[3]
- W dniach 14 lutego – 18 kwietnia odbyło się III Berlin Biennale
- W Łodzi odbyła się pierwsza edycja Łódź Biennale

## Malarstwo
- Franz Ackermann

Bez tytułu (Mental Map: Die Festung) – różne techniki na papierze, 150x149 cm
- Cecily Brown

Couple (2003/04) – olej na płótnie, 228,4x203,2 cm
Justify My Love (2003/04) – olej na płótnie, 228,6x198,1 cm
- John Currin

Anna – olej na płótnie, 61x45,7 cm
- Peter Doig

Gasthof – olej na płótnie, 275x200 cm
Red Boat (Imaginary Boys) – olej na płótnie, 200x186 cm
Paragon – olej na płótnie, 200x250 cm
Lapeyrouse Wall – olej na płótnie, 200x250 cm
- Edward Dwurnik

Z XXV cyklu "Dwudziesty piąty"
Nr 212 – akryl na płótnie, 100×100 cm
Nr 196 – olej na płótnie, 100×100 cm
Nr 200 – akryl i olej na płótnie, 100×100 cm
Z XXVI cyklu "Dwudziesty szósty"
Hadi – olej na płótnie, 146×114 cm
Daniel Dionizos – olej na płótnie, 146×114 cm
- Martin Eder

Die Braut des Pierrot – olej na płótnie, 250x200 cm

## Fotografia
- Piotr Uklański

Bez tytułu (Jan Paweł II)
- Darren Almond

Fullmoon@Rügen, Fullmoon@Rügen, Fullmoon@Highland, Fullmoon@Channel – odbitki kolorowe, 126x126 cm
- Matthew Barney

A Pele da Lamina – odbitka kolorowa w ramce

## Wideo
- Grupa Azorro

Rodzina – 9 min 14 s
Coś tu nie gra – 7 min 42 s

## Rzeźba
- Doug Aitken

This Moment is the Moment – rzeźba lustrzana
- Roxy Paine

Defunct – stal nierdzewna

## Instalacja
- Franz Ackermann

Travelantitravel
- Francis Alÿs

Bolero – wideoinstalacja
- Maurizio Cattelan

Now – 85x225x78 cm
- Stanisław Dróżdż

Między (1977/2004) – w kolekcji MOCAK
- Martin Eder

Die Phantasie wird siegen – nicht siegen

## Nagrody
- Nagroda im. Katarzyny Kobro – Krzysztof M. Bednarski[23]
- Paszport „Polityki” w kategorii sztuki wizualne – Cezary Bodzianowski[24]
- Nagroda im. Jana Cybisa – Jarosław Modzelewski
- Nagroda Turnera – Jeremy Deller[25]
- Nagroda Oskara Kokoschki – Günter Brus[26]
- Nagroda im. Vincenta van Gogha – Pawel Althamer[27]
- 19. Międzynarodowe Biennale Plakatu[28]

Złoty medal w kategorii plakatów ideowych – Norikazu Kita
Złoty medal w kategorii plakatów promujących kulturę i sztukę – Vladimir Chaika
Złoty debiut – Franz Scholz
Nagroda honorowa im. Józefa Mroszczaka – Erich Brechbühl
- Nagroda Krytyki Artystycznej im. Jerzego Stajudy – Marek Meschnik[29]
- Hugo Boss Prize – Rirkrit Tiravanija[30]
- World Press Photo – Jean-Marc Bouju[31]

## Zmarli
- 28 stycznia – Tamara Klimová (ur. 1922), słowacka malarka i graficzka
- 1 kwietnia – Enrique Grau (ur. 1920), kolumbijski malarz i rzeźbiarz
- 6 kwietnia – Edward Krasiński (ur. 1925), polski malarz
- 15 maja – Yang Shen-sum (ur. 1913), chiński malarz
- 1 października – Richard Avedon (ur. 1923), amerykański fotograf
- 5 listopada – Jerzy Duda-Gracz (ur. 1941), polski malarz, rysownik
- 10 listopada – Erna Rosenstein (ur. 1913), polska malarka